# Jukka Lehtovaara
Jukka Lehtovaara (Turku, 15 maart 1988) is een profvoetballer uit Finland die speelt als doelman. Hij staat sinds 2006 onder contract bij de Finse club TPS Turku.

## Interlandcarrière
Lehtovaara kwam tot dusver één keer uit voor de nationale ploeg van Finland. Hij maakte zijn debuut onder leiding van bondscoach Stuart Baxter op 21 mei 2010 in de vriendschappelijke uitwedstrijd tegen Estland (2-0 nederlaag) in Tallinn, waar hij na de eerste helft plaats moest maken voor een andere debutant, Lukáš Hrádecký (Esbjerg fB). Ook aanvaller Mika Ääritalo (TPS Turku) maakte in die wedstrijd voor het eerst zijn opwachting in de nationale ploeg.

## Erelijst
TPS Turku
- Suomen Cup

2010